# Zdravko Rajkov
Zdravko Rajkov (en serbio: Здpaвкo Рајков; Curug, Reino de Yugoslavia; 5 de diciembre de 1927 – Ciudad de México, México; 30 de Julio de 2006) fue un futbolista y entrenador serbio que jugaba en la posición de delantero.

## Carrera

### Club
Su carrera inició con el FK Vojvodina, participando en 220 partidos y anotó 94 goles entre 1950 y 1962. Posteriormente pasa a jugar al Lausanne Sport de Suiza de 1962 a 1963 donde logra el subcampeonato nacional, y luego pasa al FC Biel-Bienne con quien juega hasta su retiro en 1966.

### Selección nacional
Jugó para Yugoslavia de 1951 a 1958 disputando 28 partidos y anotando 11 goles, uno de ellos a Paraguay en la Copa Mundial de Fútbol de 1958. También formó parte de la selección que participó en los Juegos Olímpicos de Helsinki 1952 aunque no jugó obtuvo la medalla de plata.

### Entrenador
En 1967 dirige al FK Vojvodina y en 1969 pasa a dirigir en Irán al Taj FC, equipo con el que consigue el título de liga en 1970 y la liga de campeones ese mismo año. Dirige a la selección de Irán de 1968 a 1969 y en 1978 pasa a dirigir al Sepahan FC.
Un año después pasa a dirigir a Argelia donde fue finalista de la Copa Africana de Naciones en 1980 y dirige a la selección hasta 1981, y luego viaja a España para dirigir al Córdoba CF hasta su retiro en 1983.

## Logros

### Jugador
- Fútbol en los Juegos Olímpicos
  -  (1): 1952

### Entrenador
- Liga de Campeones de la AFC (1): 1970
- Iran Pro League (1): 1969/70